# Finsterforst
Finsterforst je njemački folk/pagan metal sastav. 

## Povijest sastava
Osnovali su ga krajem 2004. godine basist Tobias Weinreich, klavijaturist Sebastian Scherrer, pjevač Marco Schomas i gitarist Simon Schillinger. Ime sastava je sinonim za poznatu šumu Schwarzwald. Godine 2005. pridružuju im se harmonikaš Johannes Joseph, koji je dao sastavu jedinstven zvuk, te ritam gitarist David Schudis, nakon čega objavljuju prvi EP s tri pjesme Wiege der Finsternis. Nakon toga potpisuju za izdavačku kuću Worldchaos Production iz Japana, te 2007. objavljuju svoj prvi studijski album Weltenkraft. Nakon zatvaranja Worldchaos Productiona, njihov idući album ...zum Tode Hin objavljuje izdavačka kuća Einheit Produktionen 2009. godine. Iste godine pjevač Marco Schomas napušta sastav, a zamjenjuje ga Oliver Berlin. Godine 2010. objavili su kompilaciju Urwerk na kojoj se nalaze njihov prvi album i prvi EP, a 2012- svoj najnoviji studijski album Rastlos. Osim uobičajenih instrumenata, u svojoj glazbi koriste i harmoniku, obou i tin whistle, te njihove pjesme, sve izvođene na njemačkom jeziku su o prirodu, te o mitskim pričama.

## Članovi sastava
Trenutačna postava
- Tobias Weinreich bas-gitara (2004.-)
- Simon Schillinger - gitara (2004.-)
- Sebastian "AlleyJazz" Scherrer - klavijature (2004.-)
- Johannes Joseph - harmonika (2005.-)
- David Schuldis - gitara (2005.-)
- Cornelius "Wombo" Heck - bubnjevi (2006.-)
- Oliver Berlin - vokal (2010.-)

Članovi za nastupe uživo
- Peter Hamm - gitara (2008.-)
- Stephan Stahl - gitara

Bivši članovi
- Marco Schomas - vokal (2004. – 2009.)

## Diskografija
Studijski albumi
- Weltenkraft (2007.)
- ...zum Tode hin (2009.)
- Rastlos (2012.)
- Mach dich frei (2015.)

Kompilacija
- Urwerk (2010.)

EP-ovi
- Wiege der Finsternis (2006.)
- #YØLØ (2016.)

## Vanjske poveznice
- Službena stranica